# Boswellia papyrifera
Boswellia papyrifera (Caill. ex Delile) Hochst.
– gatunek rośliny z rodziny osoczynowatych. Występuje w Afryce (Czad, Erytrea, Etiopia, Sudan, Kamerun, Republika Środkowoafrykańska). 

## Zastosowanie
- Zraniona roślina wytwarza żywicę, która po zestaleniu tworzy substancję zwaną olibanum w postaci żółtobrązowej, ziarenkowatej masy. Substancja ta stosowana jest w kadzidłach[5]. W Biblii kadzidło wymienione jest wielokrotnie. Według badaczy roślin biblijnych żywicę do jego wytwarzania dawało drzewo kadzidla Cartera oraz dwa inne gatunki: Boswellia papyrifera i Boswellia serrata. Gatunki te nie występują w Izraelu, olibanum było więc produktem sprowadzanym z innych krajów[6].
- Olibanum działa przeciwbólowo, immunomodulująco, uspokajająco, przeciwbakteryjnie i wykrztuśnie, antyproliferacyjnie wobec nowotworów, zmniejsza stany zapalne w przebiegu reumatyzmu i wpływa korzystnie na wątrobę. W tradycyjnej medycynie indyjskiej jest używane w leczeniu stanów zapalnych stawów i kości, stanów zapalnych i bólowych kręgosłupa, nieżytów układu oddechowego[7].